# Tour de França de 1924
El Tour de França de 1924 fou la divuitena edició del Tour de França i es disputà entre el 22 de juny i el 20 de juliol de 1924, sobre un recorregut de 5.425 km, distribuïts en 15 etapes. La cursa fou guanyada per l'italià Ottavio Bottecchia, a una velocitat mitjana de 24,250 km/h, i amb més de mitja hora de diferència respecte al segon classificat, el luxemburguès Nicolas Frantz. Bottecchia fou el primer italià a guanyar el Tour de França, així com el primer a liderar la cursa des de la primera fins a la darrera etapa. Dels 157 ciclistes que van prendre la sortida, sols 60 finalitzaren la cursa.
Aquesta va ser la darrera edició amb el format de 15 etapes, iniciat el 1910. Un dels fets més destacables va ser l'abandonament del vigent campió, Henri Pélissier, durant la tercera etapa, per un nou enfrontament amb l'organitzador del Tour, Henri Desgrange.
Per primera vegada un ciclista català acabava la cursa. Fou el terrassenc Jaume Janer que acabaria en la posició número 30, a més de 15 hores del vencedor final.

## Canvis respecte a l'edició anterior
El 1923 s'havien introduït les bonificacions de dos minuts pel vencedor de cada etapa. Aquesta es considerava insuficient, i en aquesta edició es va augment a tres minuts.
En finalitzar el Tour de França de 1923 el vencedor Henri Pélissier digué que el segon classificat, Bottecchia, acabaria guanyant la cursa.

## Participants
Entre els participants en aquest Tour hi havia diversos guanyadors passats i futurs, incloent el defensor de la victòria, Henri Pélissier (1923), Philippe Thys (1913, 1914, 1920), Lucien Buysse (1926) i Nicolas Frantz (1927, 1928).
Novament es dividiren els ciclistes en tres categories: la "primera categoria", els millors ciclistes, la "segona categoria", ciclistes de menor nivell, però encara patrocinats, i els touriste-routiers, o cicloturistes, quasi-amateurs. Omer Huyse guanyaria en la segona categoria, mentre Ottavio Pratesi ho faria en cicloturistes.
Jaume Janer va poder prendre la sortida al Tour gràcies a les aportacions desinteressades fetes en diferents subscripcions populars, en què s'aconseguiren més de 4.600 pessetes.

## Recorregut
El Tour de França de 1924 va ser el darrer en què es va utilitzar format de cursa iniciat el 1910: quinze etapes amb un recorregut superior als 5.000 km, seguint el perímetre de França amb el sentit contrari a les agulles del rellotge, amb sortida i arribada a París. Respecte a l'edició anterior sols es modifica una entrada i Gex substitueix Ginebra com a vila d'arribada i sortida d'una etapa.

## Desenvolupament de la cursa

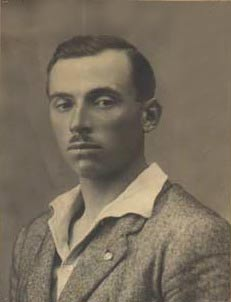
Ottavio Bottecchia, vencedor del Tour de França de 1924, als anys 20.

La primera etapa fou guanyada per l'italià Ottavio Bottecchia, que s'imposà a l'esprint en un grup de 17 ciclistes i aconseguí el liderat.
El 1924 existia una norma que deia que tots els ciclistes havien d'acabar l'etapa amb la mateixa roba amb què l'havien iniciat i els jutges van sospitar que Pélissier començava les fredes matinades amb diverses samarretes, i a mesura escalfava el sol se les anava traient. La norma havia estat introduïda el 1920, quan tots els ciclistes eren patrocinats pel grup la Sportive, i així tractar d'evitar el malbaratament de material. Pélissier s'oposà a la norma, adduint que les samarretes que portava eren seves, i no li havien estat proporcionada per cap patrocinador.
A l'inici de la tercera etapa, un oficial del Tour comprovà quants jerseis portava Henri Pélissier. Pélissier es va enfadar, i va decidir que no començaria l'etapa. Tot i que finalment va començar l'etapa, es va retirar a l'alçada de Coutances, junt amb el seu germà Francis Pélissier i el company d'equip Maurice Ville.< Els tres ciclistes es van reunir amb el periodista Albert Londres, del Le Petit Parisien, a qui van exposar les dures condicions amb què havien de córrer els ciclistes. En aquesta tercera etapa, que va acabar en un circuit, Theophile Beeckman va creuar la línia de meta en primera posició, però la campana que indica l'inici de l'última volta no va sonar, i Philippe Thys, després d'una reclamació, va ser considerat vencedor ex aequo pels jutges.
Durant les cinc primeres etapes els ciclistes finalitzaren agrupats i les bonificacions de tres minuts pel vencedor van ser les úniques diferències que es van establir. Després de la tercera i quarta etapa Bottecchia tenia el mateix temps que Beeckman, tot i que Bottecchia era el que duia el mallot groc de líder. En el les etapes pirinenques, en què s'havien de superar els colls de l'Aubisca, Tourmalet, Aspin, Pèira Sorda, Ares, Portet d'Aspet, Port i Pimorent Bottecchia consolidà el liderat, amb un marge de 50 minuts sobre el segon classificat, Nicolas Frantz.
El domini de Bottecchia als Alps no fou tan contundent, perdent una quinzena de minuts respecte Frantz entre la desena i tretzena etapes; un temps insuficient per posar en perill la victòria final. En la tretzena etapa Bottecchia va topar amb un gos i va caure. Nicolas Frantz intentà recuperar temps, però no ho aconseguí.
En la penúltima etapa l'italià Giovanni Brunero hagué d'abandonar quan ocupava la tercera posició en la general. En començar la darrera etapa Bottecchia superava a Frantz en 32 minuts. Bottecchia guanyà la darrera etapa a París, i la diferència augmentà fins als 35 minuts gràcies a les bonificacions.

## Resultats

### Etapes
| Etapa | Data         | Recorregut                   | Km  | Vencedor d'etapa                               | Líder de la general      |
| ----- | ------------ | ---------------------------- | --- | ---------------------------------------------- | ------------------------ |
| 1a    | 22 de juny   | París - Le Havre             | 381 | Ottavio Bottecchia (ITA)                       | Ottavio Bottecchia (ITA) |
| 2a    | 24 de juny   | Le Havre - Cherbourg         | 371 | Romain Bellenger (FRA)                         | Ottavio Bottecchia (ITA) |
| 3a    | 26 de juny   | Cherbourg - Brest            | 405 | Philippe Thys (BEL) · Théophile Beeckman (BEL) | Ottavio Bottecchia (ITA) |
| 4a    | 28 de juny   | Brest - Les Sables d'Olonne  | 412 | Félix Goethals (FRA)                           | Ottavio Bottecchia (ITA) |
| 5a    | 30 de juny   | Les Sables d'Olonne - Baiona | 482 | Omer Huyse (BEL)                               | Ottavio Bottecchia (ITA) |
| 6a    | 2 de juliol  | Baiona - Luishon             | 326 | Ottavio Bottecchia (ITA)                       | Ottavio Bottecchia (ITA) |
| 7a    | 4 de juliol  | Luishon - Perpinyà           | 323 | Ottavio Bottecchia (ITA)                       | Ottavio Bottecchia (ITA) |
| 8a    | 6 de juliol  | Perpinyà - Toló              | 427 | Louis Mottiat (BEL)                            | Ottavio Bottecchia (ITA) |
| 9a    | 8 de juliol  | Toló - Niça                  | 280 | Philippe Thys (BEL)                            | Ottavio Bottecchia (ITA) |
| 10a   | 10 de juliol | Niça - Briançon              | 275 | Giovanni Brunero (ITA)                         | Ottavio Bottecchia (ITA) |
| 11a   | 12 de juliol | Briançon - Gex               | 307 | Nicolas Frantz (LUX)                           | Ottavio Bottecchia (ITA) |
| 12a   | 14 de juliol | Gex - Estrasburg             | 360 | Nicolas Frantz (LUX)                           | Ottavio Bottecchia (ITA) |
| 13a   | 16 de juliol | Estrasburg - Metz            | 300 | Arsène Alancourt (FRA)                         | Ottavio Bottecchia (ITA) |
| 14a   | 18 de juliol | Metz - Dunkerque             | 433 | Romain Bellenger (FRA)                         | Ottavio Bottecchia (ITA) |
| 15a   | 20 de juliol | Dunkerque - París            | 343 | Ottavio Bottecchia (ITA)                       | Ottavio Bottecchia (ITA) |

### Classificació final
Bottecchia fou el primer italià a guanyar el Tour de França, i el primer ciclista a portar el mallot groc de cap a fi de la cursa.
| Classificació General | Classificació General    | Classificació General | Classificació General | Classificació General |
| Pos.                  | Ciclista                 | Categoria             | Temps                 |                       |
| --------------------- | ------------------------ | --------------------- | --------------------- | --------------------- |
| 1                     | Ottavio Bottecchia (ITA) | 1                     | 226h 18' 21"          |                       |
| 2                     | Nicolas Frantz (LUX)     | 1                     | +35' 36"              |                       |
| 3                     | Lucien Buysse (BEL)      | 1                     | +1h 32' 13"           |                       |
| 4                     | Bartolomeo Aimo (ITA)    | 1                     | +1h 32' 47"           |                       |
| 5                     | Théophile Beeckman (BEL) | 1                     | +2h 11' 12"           |                       |
| 6                     | Joseph Muller (FRA)      | 1                     | +2h 35' 33"           |                       |
| 7                     | Arsène Alancourt (FRA)   | 1                     | +2h 41' 31"           |                       |
| 8                     | Romain Bellenger (FRA)   | 1                     | +2h 51' 09"           |                       |
| 9                     | Omer Huyse (BEL)         | 2                     | +2h 58' 13"           |                       |
| 10                    | Hector Tiberghien (BEL)  | 1                     | +3h 05' 04"           |                       |

## A posteriori
Pocs dies després que Henri Pélissier abandonés la cursa, va enviar una carta a la revista comunista L'Humanité, escrivint que ell acceptava "el cansament, el patiment i el dolor" com a part de la professió de ciclista, però que volia ser tractat com un ésser humà. Desgrange, organitzador del Tour, va mantenir la fórmula de fer que els ciclistes correguessin de manera individual fins al 1930, quan va acceptar que els ciclistes s'unissin en equips i va introduir els equips nacionals.
El nombre d'etapes va créixer durant els següents anys. Així, si el 1925 els ciclistes anaren de Brest a Bayonne en dues etapes, corrent uns 900 km en total, el 1926 aquest mateix recorregut es va fer en quatre etapes. Amb etapes més curtes ja no calia prendre la sortida de matinada.
Bottecchia guanyaria el Tour de França de nou en 1925. El subcampió, Nicolas Frantz, guanyaria els de 1927 i 1928, repetint el 1928 la gesta de Bottecchia fe 1924 de portar el mallot groc de cap a fi de la cursa.